# Sidi Napon
Sidi Napon (ur. 29 sierpnia 1972) – burkiński piłkarz grający na pozycji pomocnika.

## Kariera klubowa
W swojej karierze piłkarskiej Napon grał w amatorskich francuskich klubach ES Viry-Châtillon i AS Évry.

## Kariera reprezentacyjna
W reprezentacji Burkiny Faso Napon zadebiutował w 1995 roku. W 1996 roku został powołany do kadry na Puchar Narodów Afryki 1996. Zagrał na nim w dwóch meczach: ze Sierra Leone (1:2) i z Zambią (1:5).
W 1998 roku Napon był w kadrze Burkina Faso na Puchar Narodów Afryki 1998. Na tym turnieju zajął 4. miejsce. Wystąpił na nim jedynie w meczu o 3. miejsce z Demokratyczną Republiką Konga (4:4, k. 1:4), w którym strzelił gola.